# 胡雪巌

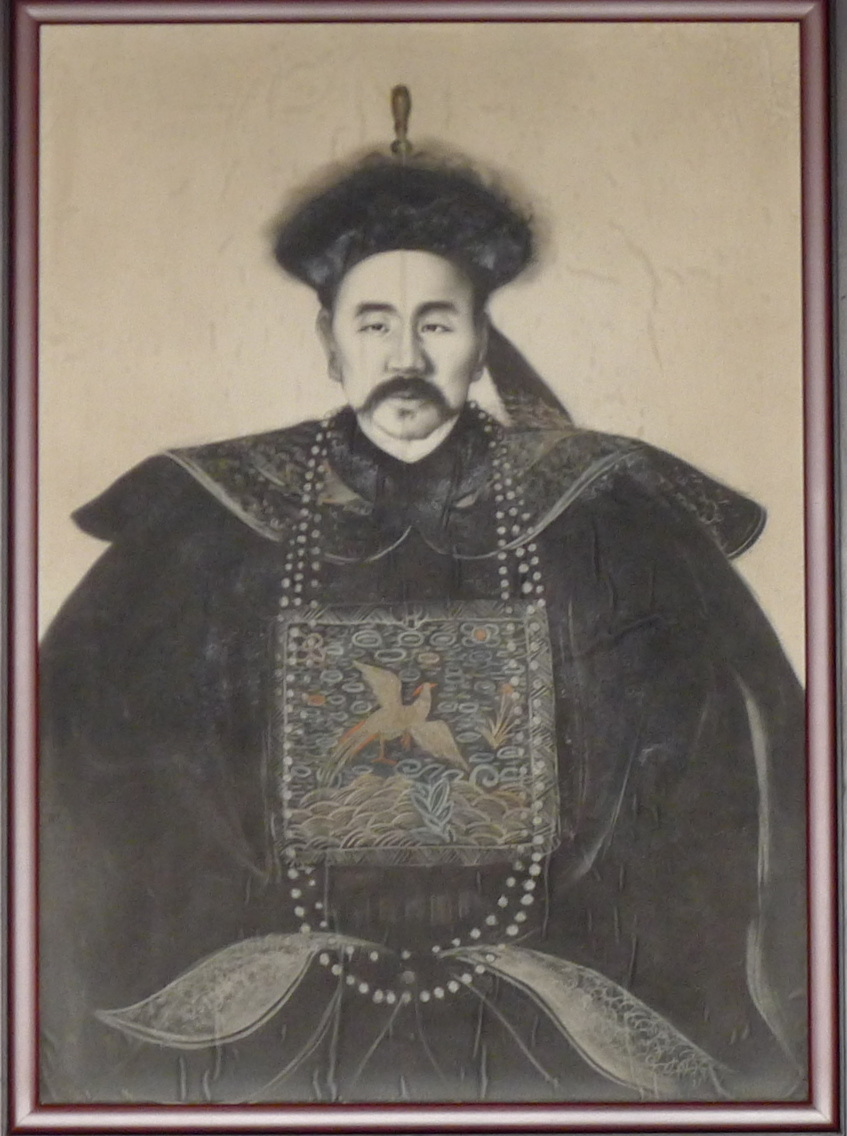
胡雪巌

胡 雪巌（こ せつがん、拼音: Hú Xuěyán、1823年 - 1885年）は、清末期の実業家。名は光墉、字が雪巌（「巖」は「岩」に通ずるため、「胡雪岩」と書かれることも多い）。
安徽省の績渓の出身で、清朝の末期に杭州で起業し上海にまで活動の範囲を広げる。当時、官商として巨万の富を得る一方、清朝政府に対する功績が認められる。官にしか認められていなかった紅頂の帽子と官服を、商人の身分で極少数の特例として拝領したことから、「紅頂商人」の呼称で呼ばれることが多い。

## 略歴
胡雪巌は当初、杭州で銭荘の見習いと下働きをしながら生活していた。民族資本にまで成長していない当時の金融業は、「銭荘」と呼ばれている。
奇貨と見定めた王有齢に出資する。王有齢は浙江塩大使の官職を、胡雪巌の金の力で得ることとなる。杭州知府（後に浙江巡撫）となった王有齢の助力の下、独立して自ら「阜康銭荘」を始め、土地、食料、絹、質屋など幅広く経営をする。特に王有齢が設置した捐輸局は、その資金を阜康銭荘に一括管理させた。王有齢によって命名された「阜康」の典拠は『華陽国志』中の章句「世平道治，民物阜康」である。1861年太平天国の混乱の中、最大の支援者である王有齢を失ったが、杭州市や官軍に対する糧食の運搬で名声と利益を得た。
阜康銭荘は最盛期には、二十数店の支店を各省に広げる。この頃1874年（同治13年）に創業した薬局「胡慶餘堂」は、彼の数ある商売の中で唯一現在にまで残る店である。薬は人命に関わることから、ニセモノを戒める「戒欺」の言葉を、胡雪巌みずから定めた。現在では中華人民共和国政府の商業部門から認定された老舗中華老字号として、杭州の清河坊大井巷の本店のほか中国全土に店舗があり、製薬と問診を行っている。清河坊に面する壁には漆喰の壁に黒く大書された「胡慶餘堂」の文字を見ることができる。本店は全国重点文物保護単位に指定され、博物館としても機能しており、参観者は気軽に入館し、処方箋の必要ない薬なども購入できる。
彼の最大の成功は、閩浙総督の左宗棠と強力な関係を結び、糧食と武器弾薬の運搬を任されたことである。しかしこのことが、最後に彼の最大の失敗の原因ともなっている。曽国藩の死後、権力闘争の中で李鴻章は、左宗棠を失脚させるために、胡雪巌を除く準備を始める。同時に、巨万の富を得たことから、広大な邸宅を造園させ、妾を多数囲うなど、他から非難されるような彼自身の奢りもあった。
胡雪巌の家産で最も重要なものは、銭荘と絹の取引である。1883年（光緒8年）、絹を輸出独占しようとした胡は洋商たちの怒りを買い、ボイコットされた。胡は、800万両という大きな損失に苦しんでいるところ、期を同じくして阜康銭荘へ預けられることになっていた清朝政府からの資金が、邵友濂によって故意に遅延され、徹底的に資金不足に陥る。これが信用問題に発展し、各省の銭荘への取り付け騒ぎとなり、1884年（光緒10年）に阜康銭荘が破産する。
家屋敷が差し押さえられる中、光緒11年11月1日（1885年12月6日）に、62歳で失意のうちに亡くなる。
中国では現在でも、巨万の富を得た実業家として広く知られており、胡雪巌を扱った多数の書籍やテレビドラマが、制作されている。